# ТКК (Таллінн)
TKK (повна назва ест. Tallinna Klubide Koondis) — естонський хокейний клуб з міста Таллінна. Виступає в естонській хокейній лізі (ест. Meistriliigas). Домашні матчі проводить на арені Таллінн Арена та Йеті Яаахалла.

## Історія клубу
Tallinna Klubide Koondis був заснований у 2010 році.

## Досягнення
У сезоні 2010/11 став бронзовим призером (набравши лише 1 очко в 12 іграх).